# Sint-Jan-de-Doperkerk (Sint-Jansrade)

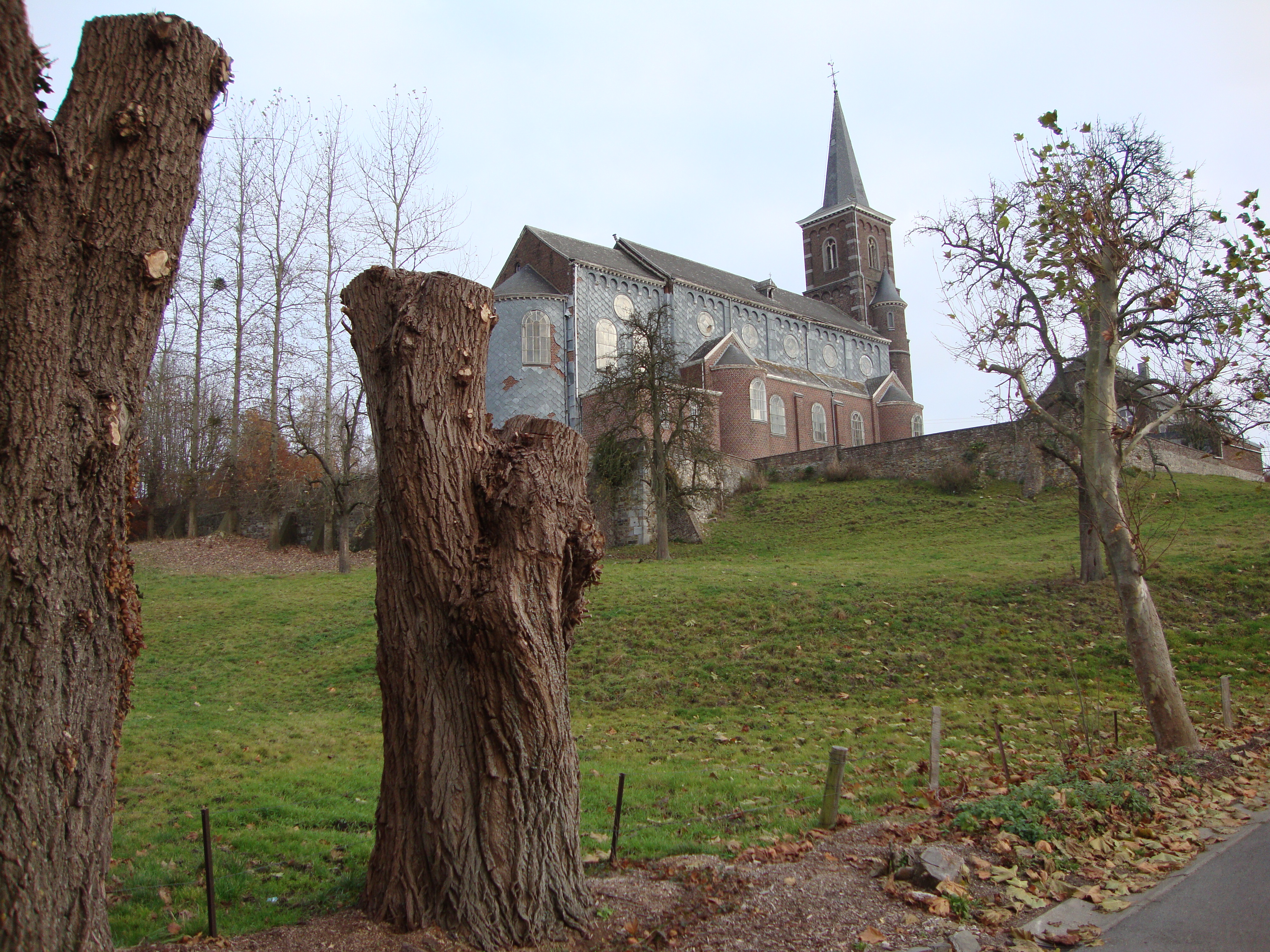
Sint-Jan-de-Doperkerk

De Sint-Jan-de-Doperkerk (Église Saint-Jean-Baptiste) is de parochiekerk van het tot de Belgische gemeente Aubel behorende dorp Sint-Jansrade, gelegen aan de Rue de la Marnière.

## Geschiedenis
De bouw van deze kerk werd in 1879 begonnen en hij werd in 1880 gewijd. De grotere kerk was nodig geworden omdat de bevolking sterk was toegenomen vanwege de textielindustrie in het zuiden. Kort voor 1890 kwam de westtoren tot stand.
De kerk is gebouwd in baksteen met kalkstenen omlijstingen naar ontwerp van Paul Auguste Castermans. De stijl van deze driebeukige basilicale kerk is neoromaans. Het ingangsportaal heeft een timpaan dat veeleer neogotisch aan doet. De kerk heeft een driezijdige koorafsluiting.

## Interieur
Het kerkmeubilair is voornamelijk neoromaans en stamt uit het begin van de 20e eeuw. Er zijn heiligenbeelden van omstreeks 1750, zoals een Jacobus de Meerdere in verguld hout. De zij-altaren en een biechtstoel zijn afkomstig uit het Klooster Hoogcruts en zijn van omstreeks 1750.
De kerk bezit enkele kruisbeelden. Het oudste is 16e-eeuws en het corpus daarvan is in gepolychromeerd hout.